# Alphonse Bertillon
Alphonse Bertillon (Paris, 22 de abril de 1853 - 13 de fevereiro de 1914) foi um criminologista francês.
Em 1870 fundou o primeiro laboratório de identificação criminal baseada nas medidas do corpo humano, criando a antropometria judicial, conhecida como «sistema Bertillon», um sistema de identificação adotado rapidamente em toda a Europa e os Estados Unidos, e utilizado até 1970.
Oficial de polícia francês nascido em Paris, conhecido como o criador da moderna Polícia Técnica, criando métodos, processos e noções utilizados para facilitar o inquérito judiciário, especialmente quando a serviço da Chefatura de Polícia de Paris, criou um método de identificação de criminosos por dimensões/medidas do corpo humano/esqueletos, denominado de antropometria (1882). Autor de vários trabalhos científicos capazes de eliminar a probabilidade de erros na solução dos problemas judiciários. Suas descobertas constituem a primeira etapa no caminho do progresso da Polícia Técnica. Entrou para a Prefeitura da Polícia de Paris (1880). Inicialmente encarregado de copiar relatórios e as cartas dos agentes secretos, cargo considerado de absoluta confiança, depois passou a trabalhar como assistente do laboratório fotográfico, onde percebeu a dificuldade da Polícia em identificar e reconhecer criminosos. Inventou o assinalamento antropométrico e a fotografia judiciária, adotados pela administração policial com grande sucesso, iniciando sua celebridade internacional como perito do mundo policial. Lançou em Paris (1879) um sistema de identificação humana que consistia na medição das diferentes partes do corpo.  O sistema era uma ampliação de diversos princípios de antropologia aplicados aos criminosos e posteriormente passou a ser chamado de Bertillonage (1882) em homenagem ao seu criador. Baseado nos princípios de Quetelet, que as regras matemáticas presidiam à repartição das formas e à distribuição das dimensões da natureza, ele teve a inspiração de considerar algumas medidas antropométricas para o estabelecimento e verificação da identidade. Seu sistema foi definitivamente consagrado com todas suas razões científicas, no primeiro Congresso Internacional de Antropologia Criminal realizado em Roma (1885), e a denominação Bertillonage foi aprovada pelos participantes. A Antropometria tem como base três princípios: 1) a fixidez absoluta do esqueleto humano a partir de 20 anos de idade; 2) o corpo humano apresenta medidas exatas variando de indivíduo para indivíduo; e 3) facilidade de precisão relativas com certas dimensões do esqueleto que podem ser medidas. O Bertillonage seria superado pelo sistema datiloscópico argentino de identificação, criado (1892) e demonstrado cientificamente (1904) pelo croata-argentino Juan Vucetich (1858-1925). 

## Imagens

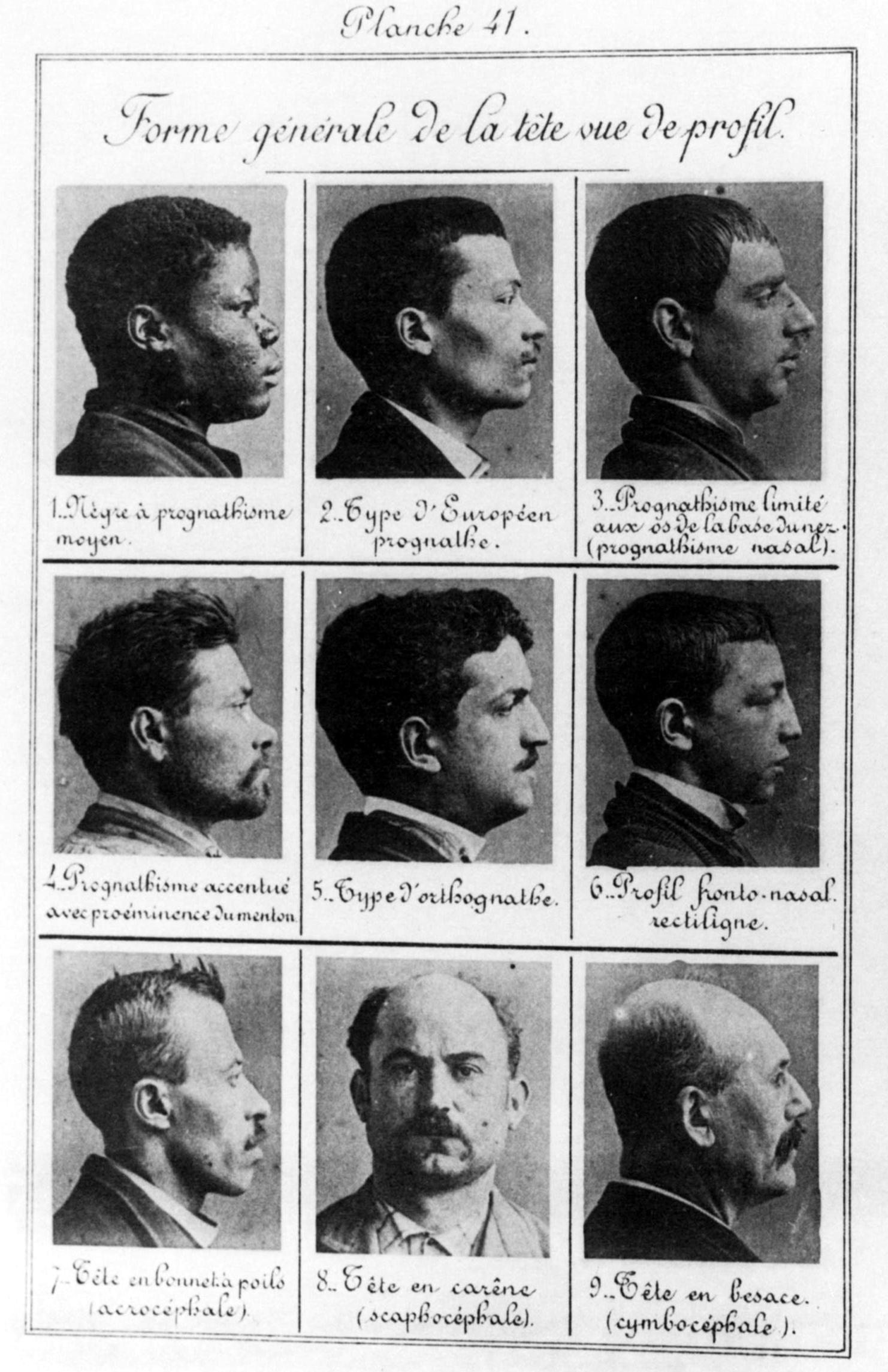
Tipos criminais Imagem publicada em Identification anthropométrique (1893)
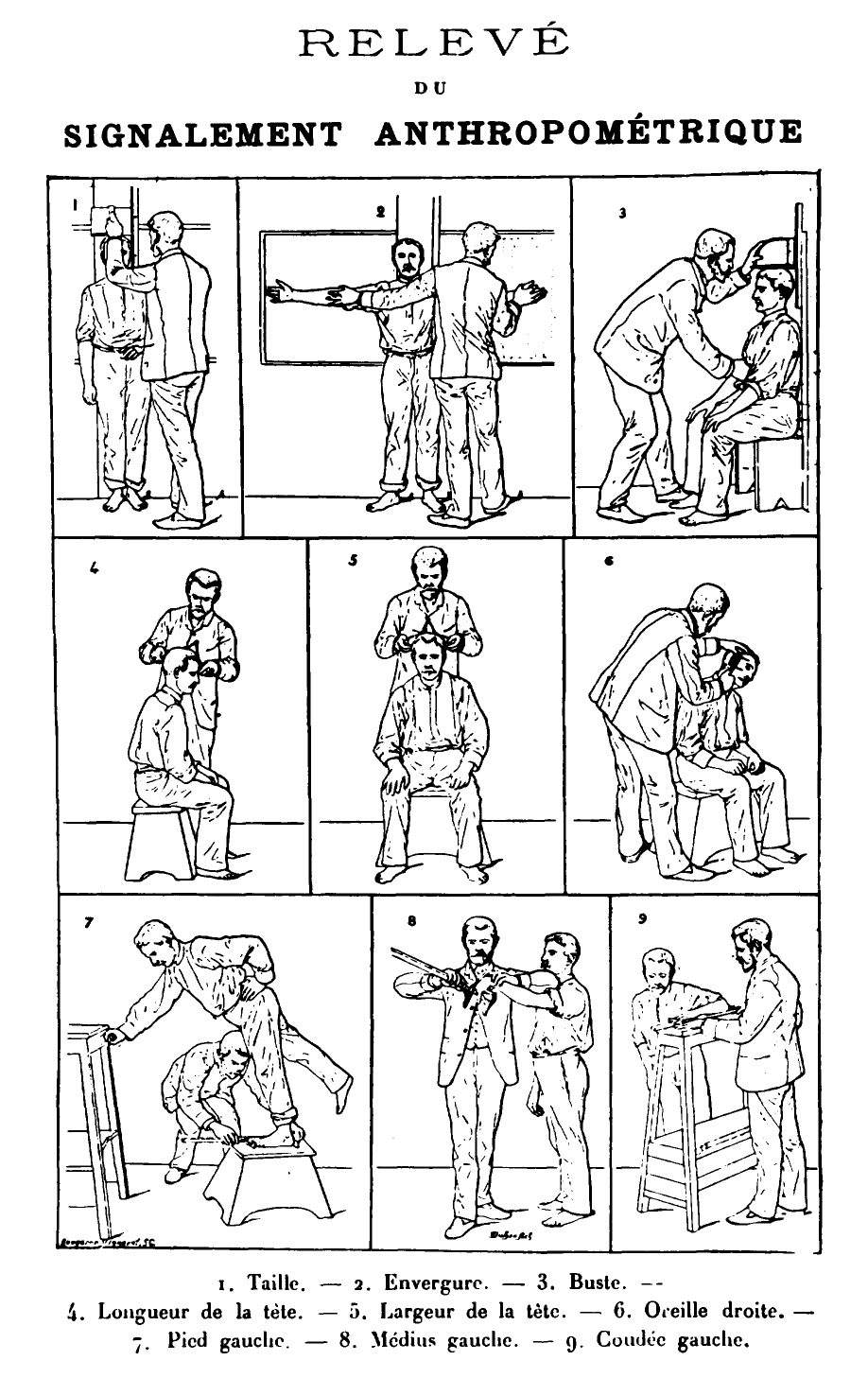
Ficha antropométrica Imagem publicada em Identification anthropométrique (1893)
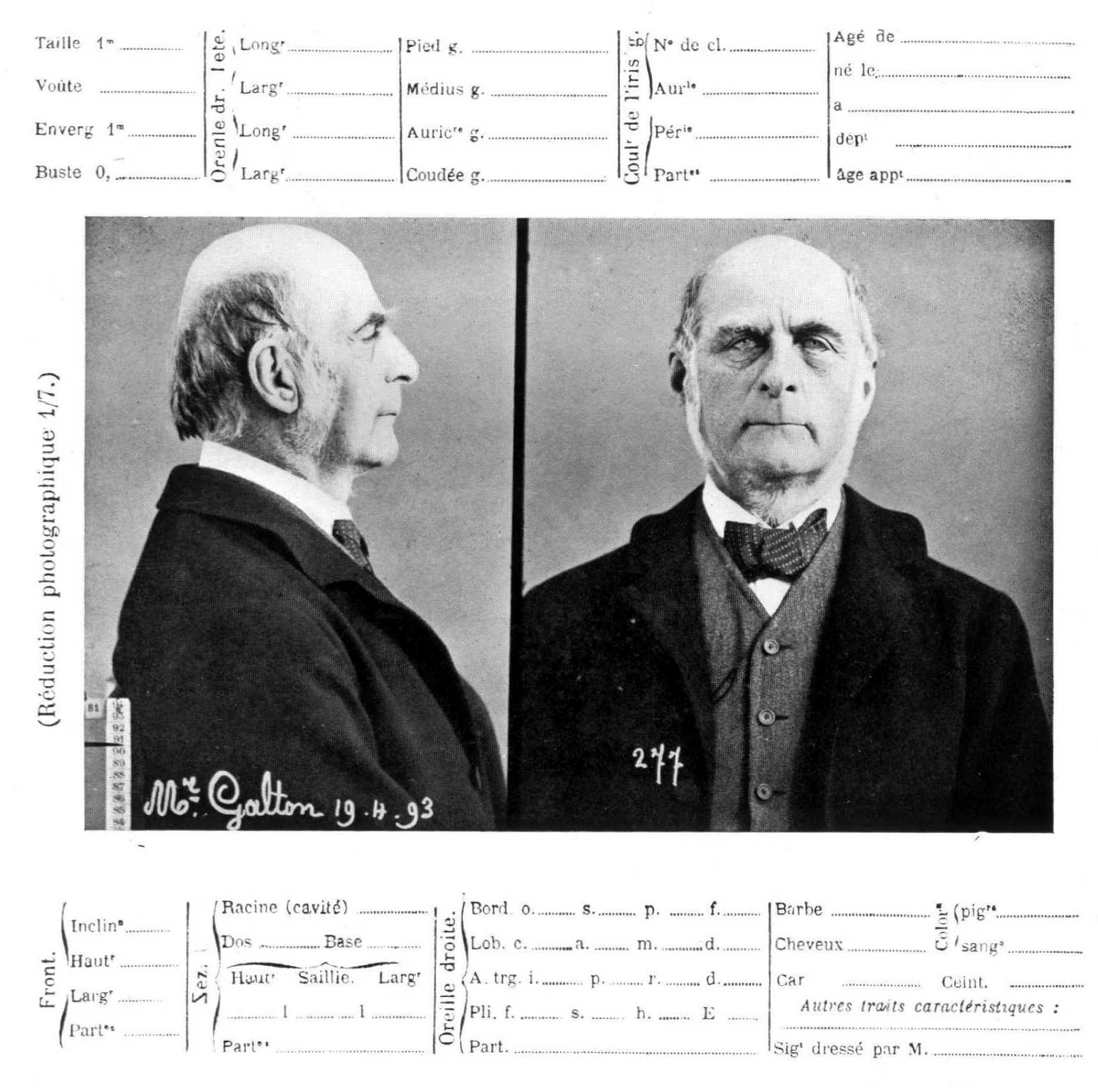
Francis Galton Fotografias antropométricas tiradas por Bertillon quando da visita do psicólogo inglês ao seu laboratório em 1893.